# Robert Moreau
Robert Moreau (Tulle, 20 mei 1915 - Montigny-le-Tilleul, 23 juli 2006) was een Belgisch politicus voor de Rassemblement Wallon en de PS.

## Levensloop
Moreau werkte als tekenaar-arbeider bij de elektromechanicafabriek ACEC in Charleroi. Tevens was hij actief als syndicalist bij de FGTB, waar hij in 1947 regionaal secretaris werd van het arrondissement Charleroi. Van 1957 tot 1962 was hij vervolgens provinciaal FGTB-secretaris van Henegouwen. In 1954 werd hij onder André Renard adjunct-nationaal secretaris van de FGTB.
Van 1961 tot 1963 was hij als militant van de Waalse Beweging secretaris van de syndicale groep binnen de Mouvement populaire wallon. Hij werd tevens politiek actief binnen de PSB, maar verliet na de dood van André Renard in 1963 de partij. In 1964 richtte hij vervolgens het Front wallon pour l'Unité et la Liberté de la Wallonie, die in 1965 opging in de Parti Wallon. Deze partij zou de basis vormen van de Rassemblement Wallon, die in 1968 werd opgericht. Van 1968 tot 1980 was hij secretaris-generaal en daarna voorzitter van de partijafdeling van het arrondissement Charleroi en van juni tot oktober 1974 was hij interim-partijvoorzitter van het RW.
Voor deze partij werd hij in 1965 verkozen tot lid van de Kamer van volksvertegenwoordigers voor het arrondissement Charleroi, een mandaat dat hij behield tot in 1981. Door het toen bestaande dubbelmandaat zetelde hij van 1971 tot 1980 ook in de Cultuurraad voor de Franse Cultuurgemeenschap en van 1980 tot 1981 in de Waalse Gewestraad en de Franse Gemeenschapsraad. Van 1974 tot 1976 was hij dan staatssecretaris voor Sociale Zaken in de Regering-Tindemans II, om vervolgens van 1976 tot 1977 de functie van minister van Pensioenen en staatssecretaris voor Sociale Zaken uit te oefenen.
Zijn banden met de partijleiding van het RW begonnen echter meer en meer te verzuren. In 1982 verliet hij uiteindelijk het RW om terug te keren naar de PS, zoals de PSB inmiddels heette. Tevens werd hij administrateur van het Institut Jules Destrée.